# گورستان داشلار آراسی ۳
گورستان داشلار آراسی ۳ مربوط به هزاره اول قبل از میلاد است و در شهرستان ورزقان، بخش مرکزی، دهستان سینا، ۷۰۰ متری شمال شرقی روستای کاسین واقع شده و این اثر در تاریخ ۸ بهمن ۱۳۸۵ با شمارهٔ ثبت ۱۷۱۰۸ به‌عنوان یکی از آثار ملی ایران به ثبت رسیده است.